# Cornelis Eecen
Cornelis Pieter (Cornelis) Eecen (Oudkarspel, 17 juni 1898 - Bergen, 25 december 1988) was een Nederlands roeier. Eenmaal nam hij deel aan de Olympische Spelen, maar won bij die gelegenheid geen medaille. 
Op de Olympische Spelen van 1924 in Parijs maakte hij op 25-jarige leeftijd zijn olympisch debuut op het roeionderdeel acht met stuurman. De roeiwedstrijden vonden plaats op een recht gedeelte van de rivier de Seine bij Argenteuil. De Nederlandse ploeg werden in de 2e serie derde en plaatste zich hierdoor niet voor de finale en ook niet voor de herkansing. 
Eecen was aangesloten bij studentenroeivereniging ASR Nereus in Amsterdam.

## Palmares

### roeien (acht met stuurman)
- 1924: 3e in de series OS - onbekende tijd

Simon Bon · 
Cornelis Eecen · 
Antony Fennema · 
Roelof Hommema · 
Paul Maasland · 
Henk Rijnders · 
Gerrit Tromp · 
Egbertus Waller · 
Ted Cremer (stuurman)